# Groton (hrabstwo Middlesex)
Groton – jednostka osadnicza w Stanach Zjednoczonych, w stanie Massachusetts, w hrabstwie Middlesex.